# I Don’t Like
«I Don’t Like» — дебютный сингл Chief Keef с участием Lil Reese, спродюсированный Young Chop. Позже на эту песню был сделан ремикс для сборника GOOD Music Cruel Summer.
«I Don’t Like» изначально была выпущена на третьем микстейпе Chief Keef’а «Back From The Dead» 14 марта 2012 года. Песня стала доступна на iTunes 24 июля 2012 года, когда Back from the Dead был официально выпущен на цифровых площадках.
Видеоклип был снят DGainz загружено на его официальный YouTube канал 11 марта 2012 года. Видео набрало более 30 миллионов просмотров, прежде чем оно было удалено в августе 2013 года. Видео было повторно загружено на Vevo аккаунт Chief Keef’а, где по состоянию на март 2018 г. оно набрало более 100 миллионов просмотров. В конце июля 2020 г. исходное видео было восстановлено на YouTube.
«I Don’t Like» занял 73 строчку в Billboard Hot 100 США. Также «I Don’t Like» заняла 20-е место в Hot R&B/Hip-Hop Songs и 15- е место в чарте Rap Songs. Complex назвал песню № 7 в своем списке 50 лучших песен 2012 года. В 2019 году Pitchfork назвал «I Don’t Like» 13-й лучшей песней 2010-х годов.

## Список композиций
| №  | Название                         | Автор(ы)                                    | Музыка     | Длительность |
| -- | -------------------------------- | ------------------------------------------- | ---------- | ------------ |
| 1. | «I Don't Like (feat. Lil Reese)» | Keith Cozart, Tavares Taylor, Tyree Pittman | Young Chop | 4:55         |

## Чарты
| Чарты (2012)                          | Высшая позиция |
| ------------------------------------- | -------------- |
| США (Billboard Hot 100)               | 73             |
| США (Billboard Hot R&B/Hip-Hop Songs) | 20             |
| США (Billboard Hot Rap Songs)         | 15             |

### Чарты в конце года
| Чарты (2012)                          | Позиции |
| ------------------------------------- | ------- |
| США (Billboard Hot R&B/Hip-Hop Songs) | 96      |

## Сертификации
| Регион                                                                      | Сертификация | Продажи   |
| --------------------------------------------------------------------------- | ------------ | --------- |
| США (RIAA)                                                                  | Платиновый   | 1 000 000 |
| Данные о продажах + прослушиваниях приведены только на основе сертификации. |              |           |

## GOOD Music ремикс
Ремикс с участием Pusha T, Kanye West, Big Sean и Jadakiss был выпущен на сборнике GOOD Music Cruel Summer под названием «Don’t Like.1». Во время записи ремикса Chief Keef находился под домашним арестом.

### Сертификации
| Регион                                                                      | Сертификация | Продажи   |
| --------------------------------------------------------------------------- | ------------ | --------- |
| США (RIAA)                                                                  | Платиновый   | 1 000 000 |
| Данные о продажах + прослушиваниях приведены только на основе сертификации. |              |           |